# 波乗りジョニー
「波乗りジョニー」（なみのりジョニー、英語: Johnny the Surfer）は、桑田佳祐の楽曲。自身の6作目のシングルとして、タイシタレーベルから12cmCD・12インチレコードで2001年7月4日に発売された。
2016年2月26日にはダウンロード配信、2019年12月20日にはストリーミング配信を開始した。

## 背景・リリース
ソロ名義としては「祭りのあと」以来、約7年ぶりとなるシングル。
本作のアナログ盤には特製の水着が付属しており、タイシタレーベル発足後以降に発売されたサザンおよびソロ作品全てに印刷されているマークも、本作用にアレンジされたものになっている。ジャケットのイラストは鈴木英人によるもので、桑田がタイアップのついたコカ・コーラを飲む姿が描かれている。クレジットには“このイラストは日本コカ・コーラ社の許諾を得ています”と記載されている。

## 受賞歴
| 年     | 音楽賞                         | 結果                     | 出典  |
| ------ | ------------------------------ | ------------------------ | ----- |
| 2002年 | 第16回日本ゴールドディスク大賞 | ソング・オブ・ザ・イヤー | [ 7 ] |

## チャート成績
2001年7月16日付のオリコン週間ランキングで初週51.9万枚を売り上げ、初登場1位を獲得した。その後、同年7月30日付の同ランキングでも2週間ぶりに1位を獲得した。返り咲きの首位獲得は、自身としては初の快挙となった。オリコンによる累計売上枚数は111.1万枚を記録して、自身のソロシングルとしては初のミリオンセラーを達成した。

## 収録曲
- 収録時間：15:40

1. 波乗りジョニー (4:25)
（作詞・作曲・編曲：桑田佳祐 / 管編曲：山本拓夫 / 弦編曲：島健）
自身出演のコカ・コーラ「No Reason」キャンペーンCMソング。ユニクロ「Life Wear/テニス編」CMソング[注釈 1]。
当初はコカ・コーラのCM用にサビだけ作ったものであり、桑田が言うにはその時点では本楽曲がソロ名義になることは考えられていなかったという[12]。
タイトルは桑田が地元である茅ヶ崎市から青山学院大学まで電車で通学していた際に考えたものであり、大学生の頃から「いつかこのタイトルで曲を作ろうと思っていた」と後年明かしている[13][14]。ふと思い浮かんだ「波乗りジョニー」というフレーズを25年以上温め続けた[14]。また、イントロのピアノは桑田が打ち込んだテイクを元に、原由子が弾き直したものである[15]。
ミュージック・ビデオは静岡県下田市の入田浜で撮影し[16]、桑田が扮する架空の人物「古賀紅太」[注釈 2]がサーフィンをするシーンがある。サーフィンのシーンは桑田本人が実際に行っており、ミュージック・ビデオ集『MVP』の発売に伴い開設された特設サイトの解説には「サーフィンシーンはもちろん、海の中のシーンもスタントなし!」と書かれている[18]。しかしながら、実際には一部シーンはサーフィン・フォトグラファーの土屋高弘がスタントしていたことが語られている[19]。後半のプールでの歌唱シーンは、抽選で選ばれたサザンのファンクラブ会員がエキストラとして参加している[18]。この時に桑田が使用した「サーフボード型放水ギター」は桑田のアイデアにより、特注で制作されたという[18]。MVにサザンのメンバーである野沢秀行が数秒登場する。
2009年にオリコンが調査した「ビーチソングランキング」では1位を獲得しており[20]、また2018年に同社が調査した「平成夏ソングランキング」では7位にランクインしている[21]。
玉井詩織（ももいろクローバーZ）が2023年に行ったソロ・プロジェクト『SHIORI TAMAI 12 Colors』の一環で発表したプレイリスト『休日お出かけに聴きたい曲』に本楽曲が選曲されている[22]。
2. 黄昏のサマー・ホリデイ (5:36)
（作詞・作曲・編曲：桑田佳祐 / 英語補作詞：岩本えり子 / 弦編曲：島健）
イントロには蝉や風鈴といった夏を感じさせる音が入っている。
歌詞には日本語をローマ字標記に置き換えた言葉遊びが存在する[23]。
3. MUSIC TIGER (2:25)
（作詞・作曲・編曲：桑田佳祐）
自身出演のフジテレビ系音楽冠番組『桑田佳祐の音楽寅さん 〜MUSIC TIGER〜』オープニングソング。
楽器の演奏は全て[注釈 3]桑田が担当しており、同番組で共演しているユースケ・サンタマリアが合いの手で参加している[24]。
楽曲のタイトルは同番組のサブタイトルをそのまま使用している。歌詞に登場する「工藤ちゃん」は、番組プロデューサーの工藤浩之（ケイマックス）のことであり、企画担当であるおちまさとの名前も登場している[24]。
本楽曲の制作、レコーディングの模様は同番組で2週にわたって放送された（第3・4回放送）[25]。
4. PRIDEの唄 〜茅ヶ崎はありがとう〜（LIVE in 大阪城ホール） (3:31)
（作詞・作曲・編曲：桑田佳祐）
2000年10月31日に大阪城ホールで開催されたPRIDEの小川直也VS佐竹雅昭の試合前に、桑田が飛び入りで参加し、その際に歌った音源を収録している。楽曲はオリジナルに作られたものであり、歌詞には小川、佐竹の名前が登場する。アコースティック・ギター一本で歌われた弾き語りのものになっている[25][26]。
楽曲の制作や飛び入り参加の模様は『音楽寅さん』で2週にわたって放送された（第5・6回放送）[25]。

## 参加ミュージシャン
- 波乗りジョニー
  - 桑田佳祐：Vocal, Electric Guitar, Bass, Keyboards, Chorus
  - 原由子：Piano
  - 三沢またろう：Percussions
  - 菅坡雅彦：Trumpet
  - 横山均：Trombone
  - 包国充・山本拓夫：Tenor Sax
  - 金原千恵子ストリングス：Strings
  - 加藤茂：Drums Programming
  - 角谷仁宣：Computer Programming
- 黄昏のサマー・ホリデイ
  - 桑田佳祐：Vocal, Bass, Keyboards, Chorus, Clap
  - 佐橋佳幸：Electric Guitar
  - 原由子：Electric Piano, Chorus
  - 三沢またろう：Percussions, Clap
  - 金原千恵子ストリングス：Strings
  - 斎藤誠・山門雅代：Chorus
  - 加藤茂：Drums Programming Assistant & Chorus
  - 角谷仁宣：Computer Programming
- MUSIC TIGER
  - 桑田佳祐：Vocal Electric Guitars, Bass, Drums, Percussions
  - ユースケ・サンタマリア：合いの手 & お囃子
  - 角谷仁宣：Computer Programming
- PRIDEの唄 〜茅ヶ崎はありがとう〜（LIVE in 大阪城ホール）
  - 桑田佳祐：Vocal, Acoustic Guitar

## カバー
波乗りジョニー
- 2013年：May J. - 『Summer Ballad Covers』に収録。
- 2017年：山崎育三郎 - 『1936 ～your songs II～』に収録[27]。

## 収録アルバム
| 曲名                                                     | 作品名                     |
| -------------------------------------------------------- | -------------------------- |
| 波乗りジョニー                                           | TOP OF THE POPS            |
| 波乗りジョニー                                           | I LOVE YOU -now & forever- |
| 波乗りジョニー                                           | いつも何処かで             |
| 黄昏のサマー・ホリデイ                                   | TOP OF THE POPS            |
| MUSIC TIGER                                              | アルバム未収録             |
| PRIDEの唄 〜茅ヶ崎はありがとう〜（LIVE in 大阪城ホール） | アルバム未収録             |

## ミュージック・ビデオ収録作品
| 曲名                                                     | 作品名                                                |
| -------------------------------------------------------- | ----------------------------------------------------- |
| 波乗りジョニー                                           | D.V.D. WONDER WEAR 桑田佳祐ビデオクリップス2001〜2002 |
| 波乗りジョニー                                           | MVP                                                   |
| 黄昏のサマー・ホリデイ                                   | 未収録                                                |
| MUSIC TIGER                                              | 未収録                                                |
| PRIDEの唄 〜茅ヶ崎はありがとう〜（LIVE in 大阪城ホール） | 未収録                                                |

## ライブ映像作品
| 曲名                                                     | 作品名                                                                  | 備考 |
| -------------------------------------------------------- | ----------------------------------------------------------------------- | --- |
| 波乗りジョニー                                           | けいすけさん、ビデオも色々と大変ねぇ。                                  | |
| 波乗りジョニー                                           | 桑田さんのお仕事 07/08 〜魅惑のAVマリアージュ〜                         | |
| 波乗りジョニー                                           | 桑田佳祐の音楽寅さん 〜MUSIC TIGER〜 あいなめBOX                        | DISC 2「♯09 寅さんの大阪案内②」にダイジェストとして、及びDISC 5「♯19 桑田佳祐&SUPER MUSIC TIGERS 野外ライブ In 山中湖」に収録。 |
| 波乗りジョニー                                           | 桑田佳祐 LIVE TOUR & DOCUMENT FILM 「I LOVE YOU -now & forever-」完全盤 | 二番の歌詞が一部変更されている。                                                                                                |
| 波乗りジョニー                                           | がらくたライブ                                                          | |
| 波乗りジョニー                                           | LIVE TOUR 2021「BIG MOUTH, NO GUTS!!」                                  | |
| 波乗りジョニー                                           | お互い元気に頑張りましょう!! -Live at TOKYO DOME-                       | |
| 黄昏のサマー・ホリデイ                                   | 桑田佳祐の音楽寅さん 〜MUSIC TIGER〜 あいなめBOX                        | DISC 2「♯07 アンプラグド・ライブ殺人事件」 に収録。                                                                             |
| MUSIC TIGER                                              | 未収録                                                                  | |
| PRIDEの唄 〜茅ヶ崎はありがとう〜（LIVE in 大阪城ホール） | 桑田佳祐の音楽寅さん 〜MUSIC TIGER〜 あいなめBOX                        | 特典映像DISC「♯05/06 茅ヶ崎ライブの恩返し(小川直也の応援歌)」に収録。                                                           |